# Dorfkirche Grabo (Jessen)

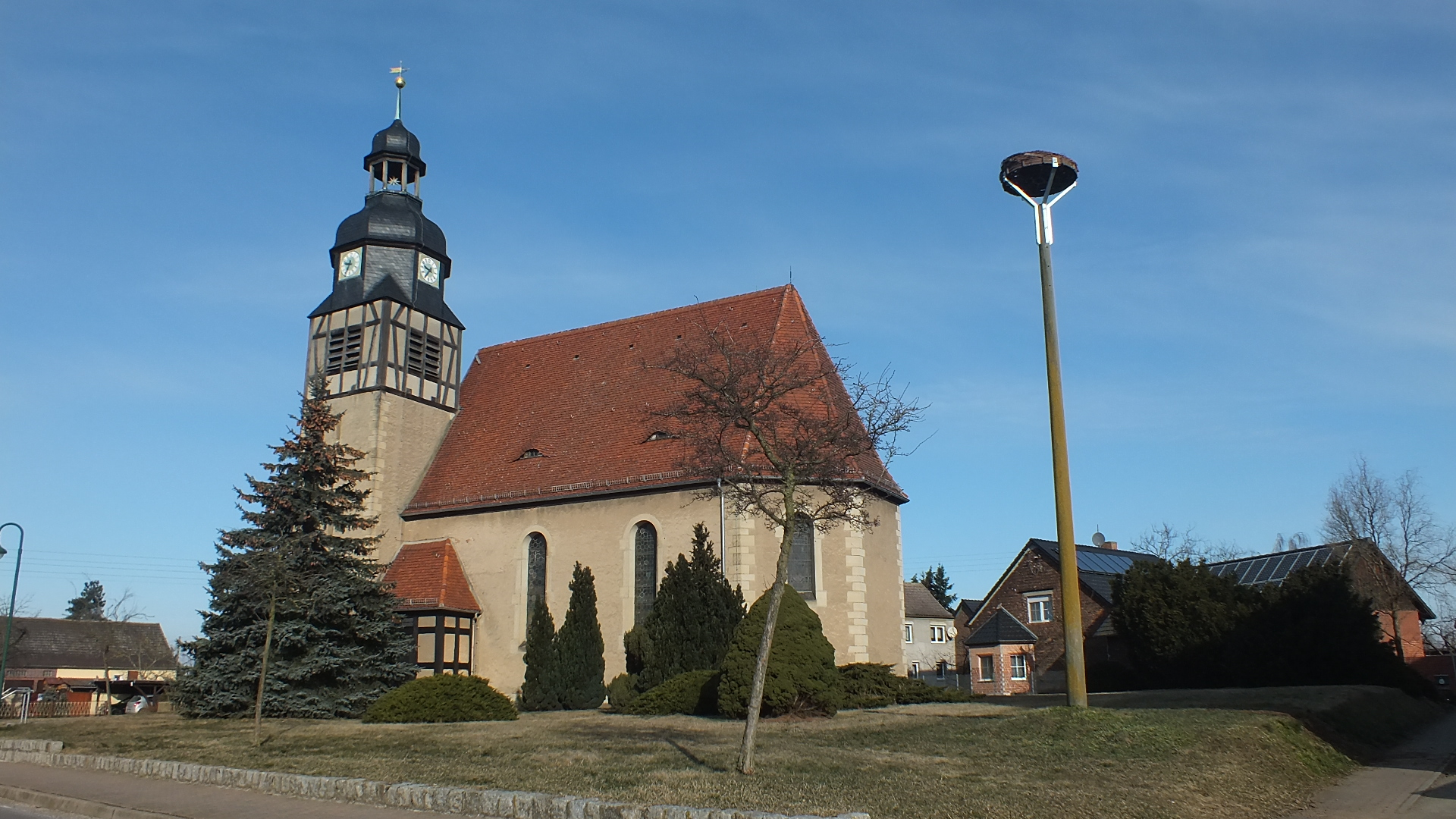
Dorfkirche Grabo

Die unter Denkmalschutz stehende evangelische Dorfkirche Grabo  befindet sich in Grabo, einem Ortsteil von Jessen (Elster) im Landkreis Wittenberg in Sachsen-Anhalt. Sie wurde im Jahr 1913 als Ersatz für einen abgebrannten Vorgängerbau  errichtet.

## Beschreibung
Der große verputzte Backsteinbau in Formen des Neobarock hat einen dreiseitigen Ostschluss und ist der Ersatzbau für eine am selben Standort abgebrannte Fachwerkkirche. An der Südwestecke der Kirche befindet sich ein mit Schweifhaube und Laterne bekrönter Turm.

## Ausstattung
Im Innern der Kirche befindet sich eine große achteckige Sandsteintaufe in barocker Kelchform. Ältere Teile des Gestühls werden auf die Zeit um 1700 datiert und befinden sich unter den Emporen. Zur weiteren Ausstattung gehören ein mit gewundenen Säulen versehener Kanzelaltar, vier verglaste Priechen und ein dreitürmiger Orgelprospekt. Aus dem Ende des 17. Jahrhunderts stammt ein barockes Vortragekreuz. Die Bretterdecke ruht auf Vouten. Die Ausmalung der Kirche erfolgte unter Einbeziehung älterer Ausstattungsstücke.